# Замост
Замост (укр. Заміст), село, 
Велико-Бурлукский поселковый совет,
Великобурлукский район,
Харьковская область.
Код КОАТУУ — 6321455109. Население по переписи 2001 г. составляет 536 (249/287 м/ж) человек.

## Географическое положение
Село Замост находится на левом берегу реки Великий Бурлук, выше по течению примыкает село Михайловка, ниже - пгт Великий Бурлук, на противоположном берегу село Буряковка.
Село находится между железнодорожными станциями Гнилица и Поселочная.

## История
- 1750 - дата основания.

## Экономика
- В селе есть молочно-товарная ферма, машинно-тракторные мастерские.

## Объекты социальной сферы
- Спортивная площадка.